# 石河信一
石河 信一（いしかわ しんいち）は、日本の国土交通技官、地方公務員。東京都建設局道路監や、東京都知事本部技監、雪センター理事長などを歴任した。全日本建設技術協会谷口功労賞受賞。

## 人物・経歴
東京都出身。1967年東京大学卒業。東京大学運動会ラグビー部出身。1970年東京大学大学院工学系研究科修了、建設省入省。1993年建設省関東地方建設局道路部長。1994年建設省関東地方建設局企画部長。1996年建設省建設経済局技術調査官、土木学会評議員。1997年東京都入庁、建設局再開発部長。1998年東京都建設局道路建設部長。1999年東京都建設局道路監。2001年東京都多摩都市整備本部長。2002年東京都知事本部技監兼建設局理事（多摩ニュータウン事業担当）。2003年全日本建設技術協会谷口功労賞受賞。同年国土交通省大臣官房付、退官。2017年雪センター理事長。